# Gymnodia genurufoides
Gymnodia genurufoides är en tvåvingeart som först beskrevs av Xue och Wang 1992.  Gymnodia genurufoides ingår i släktet Gymnodia och familjen husflugor.
Artens utbredningsområde är Shanxi (Kina). Inga underarter finns listade i Catalogue of Life.